# Дьордь Гедо
Дьордь Гедо (угор. György Gedó; 23 квітня 1949) — угорський боксер, олімпійський чемпіон 1972 року. 

## Аматорська кар'єра
Олімпійські ігри 1968
- 1/16 фіналу. Програв Джозефу Доновану (Австралія) RSC

Олімпійські ігри 1972
- 1/16 фіналу. Переміг Сурапонга Сріпірома (Таїланд) KO
- 1/8 фіналу. Переміг Денніса Толбота (Австралія) 5-0
- 1/4 фіналу. Переміг Володимира Іванова (СРСР) 3-2
- 1/2 фіналу. Переміг Ральфа Еванса (Велика Британія) 5-0
- Фінал. Переміг Кім У Гіля (Північна Корея) 5-0

Олімпійські ігри 1976
- 1/16 фіналу. Переміг Саєжа Баширі (Іран) KO
- 1/8 фіналу. Переміг Сердамбу Батсука (Монголія) 5-0
- 1/4 фіналу. Програв Паяо Поонтарату (Таїланд) 1-4

Олімпійські ігри 1980
- 1/8 фіналу. Переміг Чарльза Лубулву (Уганда) RSC
- 1/4 фіналу. Програв Іполіто Рамосу (Куба) 0-5